# Micrambe bimaculata
Micrambe bimaculata är en skalbaggsart som först beskrevs av Georg Wolfgang Franz Panzer 1798.  Micrambe bimaculata ingår i släktet Micrambe, och familjen fuktbaggar. Arten är reproducerande i Sverige.